# Nange
Nange este un sat din comuna Pljevlja, Muntenegru. Conform datelor de la recensământul din 2003, localitatea are 69 de locuitori (la recensământul din 1991 erau 122 de locuitori).

## Demografie
În satul Nange locuiesc 60 de persoane adulte, iar vârsta medie a populației este de 43,2 de ani (38,0 la bărbați și 50,3 la femei). În localitate sunt 21 de gospodării, iar numărul mediu de membri în gospodărie este de 3,29.
Această localitate este populată majoritar de sârbi (conform recensământului din 2003).
|  |

| Demografie | Demografie | Demografie |
| An         | Locuitori  | Locuitori  |
| ---------- | ---------- | ---------- |
|            |            |            |
|            |            |            |
|            |            |            |
|            |            |            |
| 1948       | 179        |            |
| 1953       | 183        |            |
| 1961       | 164        |            |
| 1971       | 161        |            |
| 1981       | 133        |            |
| 1991       | 122        | 122        |
| 2003       | 69         | 69         |

| \| Componența etnică conform recensământului din 2003[2] \| Componența etnică conform recensământului din 2003[2] \| Componența etnică conform recensământului din 2003[2] \| Componența etnică conform recensământului din 2003[2] \| Componența etnică conform recensământului din 2003[2] \| \| ----------------------------------------------------- \| ----------------------------------------------------- \| ----------------------------------------------------- \| ----------------------------------------------------- \| ----------------------------------------------------- \| \| \| \| \| \| \| \| Sârbi \| Sârbi \| \| 49 \| 71,01% \| \| Muntenegreni \| Muntenegreni \| \| 19 \| 27,53% \| \| necunoscută \| necunoscută \| \| 0 \| 0% \| |              |  |    |        |
| Componența etnică conform recensământului din 2003 |              |  |    |        |
| |              |  |    |        |
| Sârbi | Sârbi        |  | 49 | 71,01% |
| Muntenegreni | Muntenegreni |  | 19 | 27,53% |
| necunoscută | necunoscută  |  | 0  | 0%     |